# Northwood (Dakota du Nord)
Pour les articles homonymes, voir Northwood.
La ville américaine de Northwood est située dans le comté de Grand Forks, dans l’État du Dakota du Nord. Lors du recensement de 2010, sa population s’élevait à 945 habitants.

## Histoire
Northwood a été fondée en 1884.

## Démographie
| 1890 | 1900 | 1910 | 1920 | 1930 | 1940  |
| ---- | ---- | ---- | ---- | ---- | ----- |
| 268  | 697  | 769  | 935  | 971  | 1 068 |

| 1950  | 1960  | 1970  | 1980  | 1990  | 2000 |
| ----- | ----- | ----- | ----- | ----- | ---- |
| 1 182 | 1 195 | 1 189 | 1 240 | 1 166 | 959  |

| 2010 | - | - | - | - | - |
| ---- | - | - | - | - | - |
| 945  | - | - | - | - | - |

## Source
- (en) Cet article est partiellement ou en totalité issu de l’article de Wikipédia en anglais intitulé « Northwood, North Dakota » (voir la liste des auteurs).